# Rivière au Hibou
Rivière au Hibou är ett vattendrag i Kanada.   Det ligger i provinsen Québec, i den sydöstra delen av landet, 110 km norr om huvudstaden Ottawa.
I omgivningarna runt Rivière au Hibou växer i huvudsak blandskog. Trakten runt Rivière au Hibou är nära nog obefolkad, med mindre än två invånare per kvadratkilometer.